# 近川站
近川站（日语：／ Chikagawa eki */?）是位於青森縣陸奧市大字奧內，東日本旅客鐵道（JR東日本）的大湊線車站。

## 歷史
- 1921年（大正10年）9月25日：車站啟用。
- 1972年（昭和47年）3月15日：結束貨物起卸業務，成為無人車站。
- 1987年（昭和62年）4月1日：伴隨國鐵分割民營化，車站由東日本旅客鐵道（JR東日本）營運[1]。

## 車站構造
此站是設有1面1線單式月台的地面車站。原本站內設有2面2線的相對式月台，而舊2號月台（下行線）路軌已經撒走，現時只有舊1號月台（上行線）正在使用。此站是由大湊站管理的無人車站。

## 車站周邊
- 國道279號 (日本)
- 陸奧警署（日语：むつ警察署）近川駐在所
- 近川站前郵局
- 青森縣立陸奧養護學校
- 海上自衛隊 大湊系統通信隊（日语：システム通信隊群）近川接收站
- 濱奧內海灘

## 相鄰車站
東日本旅客鐵道（JR東日本）
■大湊線
□快速「下北」（部分班次停靠）
陸奧橫濱－近川－下北
■普通
有畑－近川－金谷澤

## 注腳
1. ↑  『交通年鑑 昭和63年版』 交通協力會，1988年3月。

## 外部連結
- 車站資訊（近川）：東日本旅客鐵道（日語）